# Chiesa di Santa Cecilia all'Arco Savello
La chiesa di Santa Cecilia all'Arco Savello, anche nota come Santa Cecilia de Monte Faffo, era una chiesa di Roma dedicata a santa Cecilia, una vergine martire. La chiesa si trovava presso l'arco dei Savelli, vicino al teatro di Marcello, nel rione Sant'Angelo.
Non va confusa con altre due chiese esistite nello stesso rione e dedicate alla stessa santa: Santa Cecilia della Fossa e Santa Cecilia dei Pantaleoni.

## Storia
La chiesa fu costruita più o meno nel XII secolo e venne citata per la prima volta nel catalogo di Cencio Camerario del 1192 come Sce. Cecilie de Faffo. Il soprannome "de Monte Faffo" si riferisce alla collina (in latino Mons Fabiorum) che si era formata nel tempo sopra le rovine del teatro di Marcello. "Faffo" si riferisce alla famiglia dei Fabi, che risiedeva sul colle durante l'alto Medioevo. In seguito l'epiteto venne distorto etimologicamente in "de saffo", "de taffo", "de scaffa" e "de saxso". Nel catalogo di Torino il nome viene corrotto persino in ecclesia sancte Cecilie Montis Farfe.
Nell'elenco delle chiese noto come "catalogo di Pio V" (papa dal 1566 al 1572), la chiesa viene citata come una struttura "ruinata", ossia "distrutta".